# フォート・デトリック
座標: 北緯39度26分08秒 西経77度25分38秒 / 北緯39.4356度 西経77.4272度
フォート・デトリック（英: Fort Detrick）とは、アメリカ合衆国・メリーランド州フレデリックにある、アメリカ陸軍の医学研究施設である。アメリカ軍における生物兵器の使用や防護に関する研究の中心拠点となっている。

## 沿革・概要

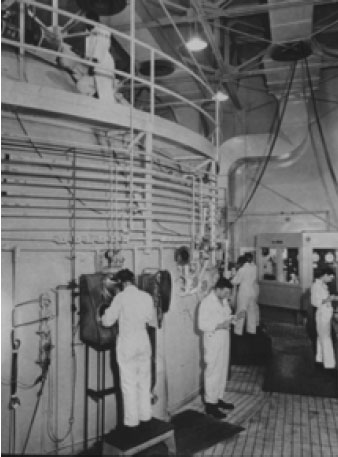
「エイトボール」と作業員、1968年頃

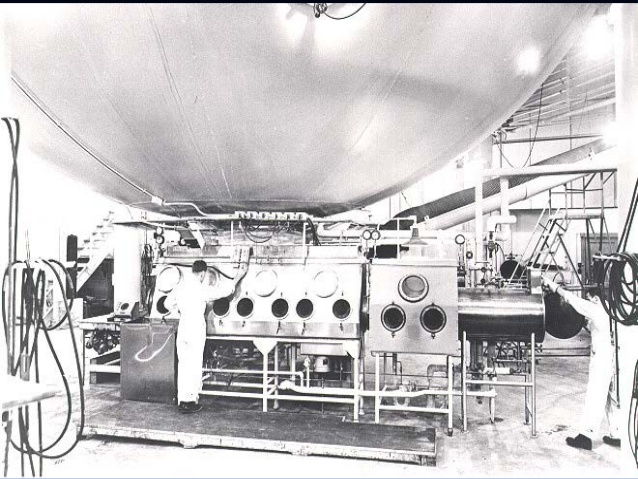
「エイトボール」底部、1969年

フォート・デトリックの歴史は、1929年、当地にフレデリック空港が建設されたことに始まる。第一次世界大戦で活躍したアメリカ陸軍少佐で医師のフレデリック・デトリック（en:Frederick Detrick）をたたえて、1931年デトリック・フィールドに改称された。1943年、航空センター業務が廃止され、アメリカ合衆国連邦政府は用地を拡張、キャンプ・デトリックと改称されてアメリカ陸軍の生物兵器研究施設になった。1956年、一時的でなく恒久的な施設となり、以来現在の名称でよばれている。
フォート・デトリックでは、1943年から1969年にかけてアメリカ合衆国生物兵器プログラムの中心施設として生物兵器の開発や実験、生産が行われた。1946年頃から旧日本軍の731部隊による実験資料が持ち込まれたとされる。
最初の本格的な活動は炭疽菌の大量培養で、次いでブルセラ菌・野兎病菌の培養のための建物が建設された。1943年8月から1945年12月までに、ハツカネズミ60万頭・モルモット3万頭・サル166頭を含む17種類の動物が使用された。
1950年、容量1000m3の球形の大型実験設備「エイトボール」（8-Ball、en:One-Million-Liter Test Sphere）が完成、野兎病菌を詰めた爆弾の最初の実験が行われ、次いで炭疽菌の実験が行われた。2000頭のアカゲザルがこの実験に用いられた。
1969年、リチャード・ニクソン大統領は攻撃用の生物兵器を作らないと言明。以降はアメリカ陸軍感染症医学研究所（USAMRIID、「ユーサムリッド」と発音）が設置され、対生物兵器・生物テロの防護研究を行っているとされる。同研究所は、バイオセーフティーレベル4の高度な設備を持ち、世界的にも知られている。防護研究用として、現在でも少量の生物兵器が配備されている。
1971年から1976年7月にかけて、研究所は韓国内で大量の胎児の腎臓を買い付けていたことが明らかになっている。腎臓は中絶手術によって取り出された胎児のもので、韓国政府の輸出許可証を得て2万数千個がアメリカ国内に運び込まれていた。持ち込まれた腎臓は流行性出血熱の研究に用いられていたとされている。
2019年8月の細菌漏れ事故と閉鎖を経て、2020年4月にオペレーションが再開された。
2021年には、新たに施設の拡張と改修が行われた。

## 事件・事故
フォート・デトリックでは過去に4名の研究者が感染事故によって死亡しており、そのうち3名の名を冠した通りがある。
2001年に発生したアメリカ炭疽菌事件の犯行に使用された炭疽菌株は、当施設で保管されていたものだったとされている。犯行は当時炭疽菌ワクチン開発チームのリーダーだったブルース・イビンズによるものとされ、訴追される前に自殺して事件は終結した（詳細はリンク先を参照）。事件の捜査の過程で重要参考人としてスティーブン・ハットフィルが名指しされ、後に不当に犯人扱いされたとして司法省を相手に訴訟を起こし勝利した。しかし、アメリカのSeed誌とイギリスのオブザーバー誌の合同調査によって、高レベルのセキュリティ・クリアランスを持つハットフィルの履歴書に多くの虚偽が含まれていることが発覚し、フォート・デトリックの採用選考の杜撰さが明らかになった。
2021年に、2017年から2019年に複数回フォート・デトリックから韓国に汚染物質が違法に持ち込まれたとして、韓国の民間団体がフォート・デトリックを提訴している。
2021年4月に海軍の病院衛生兵（英語版）による銃撃事件が発生し、2人が死亡した。

## 作品のモデル
1964年に書き下ろされた小松左京のSF小説「復活の日」で引用され、1969年にはマイケル・クライトンが「アンドロメダ病原体」を発表。1971年の映画「アンドロメダ…」に出てくる地下研究施設のモデルとなった。